# Мур, Джон (музыкант)
Джон Эдвард «Дьякон Джон» Мур (англ. John Edward «Deacon John» Moore); 23 июня 1941, Нью-Орлеан, Луизиана, США — американский блюзовый певец, гитарист и автор песен, актёр. Номинант Blues Music Awards в номинации «Альбом-возвращение» (2004) . Брат поэтессы и учёной Сибил Кейн, отец издательницы Лайзы Мур.

## Биография
Джон Мур родился и вырос в Новом Орлеане. Его семья, в которой было 13 детей, была музыкальной: мать играла на пианино, дед играл на банджо, а братья и сёстры играли на гитаре, барабанах, тромбоне и альте. Блюз был под запретом в семье, так что Джон Мур слушал блюз втайне от родителей . Свою первую гитару Мур купил в ломбарде,и научился играть на ней по купленным учебникам и пластинкам .  
С подросткового возраста стал активным участником R&B-сцены Нового Орлеана, и вскоре стал сессионным музыкантом в студии Козимо Матассы, принимавшим участие во многих записях хитов конца 1950-х и 1960-х годов, в том числе Аллена Туссена, Ирмы Томас, Ли Дорси, Эрни К-Доу и других. В 1960 он также создал группу The Ivories (существующую по сей день), которая выступала в новоорлеанской таверне Dew Drop Inn, и обладала большой популярностью на городском уровне, а также выступала на разогреве у гастролёров, например у Бобби Блю Блэнда, Литтл Джуниора Паркера и Биг Джо Тёрнера. В группе принимали многие музыканты, впоследствии ставшими известными, в частности Джеймс Букер. Прозвище получил от барабанщика своей группы Эла Миллера, который позаимствовал его из строчки песни Роя Брауна . В течение 1960-х группа записала несколько синглов. По мере смены состава менялся и репертуар группы: от раннего R&B и рок-н-ролла до хард-рока, софт-рока, психоделического рока и фолка, не говоря уже о раннем фанке . 
Всю карьеру провёл в Новом Орлеане, став неизменной частью сцены города, постоянный участник джазового фестиваля New Orleans Jazz and Heritage Festival, один из немногих музыкантов, выступавших на каждом этом престижном фестивале со дня его основания в 1970 году (выступление 1994 года вышло на LP)  .
В 2003 году записал концертный альбом Deacon John's Jump Blues, вышедший на CD и DVD. На DVD наряду с концертной записью альбома содержался также документальный фильм «Going Back To New Orleans», рассказывающий о становлении рок-н-ролла в Новом Орлеане . В 2004 году этот альбом был номинирован на Blues Music Awards в номинации «Альбом-возвращение». Журнал OffBeat признал альбом лучшим в номинации «Альбом года» . «Этот замечательный концерт — не только свидетельство карьеры Дикона, который за сорок лет стал одним из самых выносливых и гибких музыкальных шоуменов Нового Орлеана, но и абсолютное подтверждение (если таковое требуется), что The Crescent City занимает ведущее место в музыкальном наследии этой страны...Его стиль «джамп-блюза» сочетает джаз биг-бэнда с приземлённым R&B и безудержным рок-н-роллом, создавая нечто в равной степени первобытное и волнующее. Когда-то прозванный «креольским хамелеоном», Мур перекидывает мост через Миссисипи, объединяя страстные звуки Каунта Бейси, Луи Примы и Фэтса Домино в микс, который качает, щеголяет и воспевает радостную атмосферу Нового Орлеана» .
Мур впервые попробовал себя в кино в 1987 году, снявшись в фильме ужасов «Сердце ангела». Мур не появлялся на большом экране до 2013 года, когда сыграл эпизодическую роль в другом фильме ужасов, «Последнее изгнание дьявола 2». В 2010 году Мур также снялся в качестве приглашённой звезды в нескольких эпизодах сериала «Тримей».
Член Зала славы музыки Луизианы (2008). Президент местного отделения Американской федерации музыкантов (с 2006).  
Мур во многом объясняет свой успех музыкальной гибкостью: «Я научился играть музыку, чтобы иметь возможность выступать с кем угодно. У меня было разностороннее образование во всех музыкальных жанрах, что было типично для музыкантов из Нового Орлеана того времени. Универсальность была главным. Можно было прийти к кому-нибудь домой, и тебе показывали то, чего нет в учебниках. Я играл с самыми разными музыкантами — джазовыми, R&B, блюзовыми. В плане игры на инструментах я был словно хамелеон» .

## Дискография
- 1999: Live at the New Orleans Jazz & Heritage Festival 1994 (RedBone)
- 2003: Deacon John's Jump Blues (Vetter) CD & DVD

## Фильмография
| Год  | Название                                      | Роль                             |  |
| ---- | --------------------------------------------- | -------------------------------- |  |
| 2013 | Последнее изгнание дьявола: Второе пришествие | Старый блюзмен                   |  |
| 2010 | Тремей                                        | Дэнни Нельсон                    |  |
| 1987 | Сердце Ангела                                 | гитарист группы Toots Sweet Band |  |